# オブジェクト指向ソフトウェア工学
オブジェクト指向ソフトウェア工学 (オブジェクトしこうソフトウェアこうがく、OOSE、英: Object-oriented software engineering) は、オブジェクト指向ソフトウェア開発方法論であり、1992年頃にObjectory AB 社において、イヴァー・ヤコブソンなどの人々が開発した。
OOSEはユースケースをソフトウェア設計を主導する概念として採用した、最初のオブジェクト指向開発方法論である。
OOSEでは、オブジェクトモデル化技法 (OMT) で使われている設計の概念群も、採用している。
ヤコブソンは、著書『オブジェクト指向ソフトウェア工学OOSE : use-caseによるアプローチ』 (原著は1992年刊、日本語訳は1995年刊、2003年再刊) でOOSEを説明している。

## Objectory AB と Objectory と OOSE
イヴァー・ヤコブソンは1987年に、それまで勤めていたエリクソン社を退職して、Objective Systems 社を創業した。
Objective Systems 社は、ヤコブソンが中心となってソフトウェア開発方法論Objectoryを開発した。
1991年にはこの会社の株はエリクソンが過半数を取得し、社名は Objectory AB に変更された。
Objectory AB 社に在籍していたヤコブソンなどの人々は、Objectoryをもとにしてオブジェクト指向ソフトウェア工学 (OOSE) を開発した。
Objectory AB 社のチームは、OOSEの開発方法論の実践を支援するツールを開発した。
このツールが市場で成功を収めると、他のツール開発企業もOOSEのサポートをするようになった。
Objectory AB 社は、その後1995年に Rational Software 社によって買収された。
その際に Rational Software 社 は、OOSEの開発方法論とモデル図の記法とツール群を引き継いだ。

## Unified Process と UML への統合
現在ではOOSEは、

統一モデリング言語 (UML) のユースケース図の例

- モデル図の記法は、オブジェクトモデル化技法 (OMT) とBooch法を含む他の多くのオブジェクト指向開発方法論とともに、Object Management Group (OMG) のもとでUML (Unified Modeling Language; 統一モデリング言語) に統合され、
- 開発手法は、OMTとBooch法とともに、イヴァー・ヤコブソンが当時在籍していた Rational Software 社のもとで Unified Process (UP) に統合された。

OOSEで使う概念群と記法は、UMLに多く取り込まれた。
UMLの策定と Unified Process の開発においては、Rational Software 社 に在籍していたグラディ・ブーチ、ジェームズ・ランボー、イヴァー・ヤコブソン (この3人はスリーアミーゴスと呼ばれる) などの人々が、大きな役割を果たした。
OOSEのツールは、現在ではUMLとRUPをサポートするツールが取って代わっている。
Rational Software 社は、Unified Process (UP) をもとにしてラショナル統一プロセス (RUP; Rational Unified Process) を開発した。
なお Rational Software 社は、2003年にIBM社に買収された。
IBM社は現在、UMLとRUPによるソリューションを、Rational のブランドで提供している。

## 文献案内
- ヤコブソン, I.『オブジェクト指向ソフトウェア工学OOSE : use-caseによるアプローチ』エスアイビー・アクセス、2003 (初版は1995)。ISBN 4-901672-02-9。